# 私堰埭
私堰埭（しえんたい）は、主に中国唐代の史料に現れる、江淮地方の運河などにおいて設置された私的な勢力の運営による閘門の一種。船舶の通行時に独自に税（通行料）を徴収した。

## 背景
唐代において、江淮地方は「江浙熟すれば天下足る」「天下賦税仰仗江淮」などと評される、食料生産力・経済力において中国随一の地方であり、ここから限定的な食料生産力しかない関中の首都長安への物資輸送（漕運）は唐朝の生命線であった。隋の煬帝により大運河は開削されていたものの、これに接続する小河川・運河を含めて唐代を通じて整備が行き届いていたとは言えず、船舶の通行には常に困難がつきまとった。ここに、私的に河水をせき止め、水量を調節して船舶から通行料を得る勢力が現れたと考えられる。
- 及浙西観察使李錡領使，江淮堰埭隸浙西者，増私路小堰之税（新唐書食貨志三漕運）

## 構造
多くは泥土に草などを混ぜたもので河川をせき止め、上流の水量を確保した上で船舶を人力で乗り越えさせたと考えられている。

## 実態
詳しい研究は進んでいない。
- 貞元中屡寇邕管，至是歸款。乙丑，罷江淮私堰埭二十二，従轉運使奏也。（舊唐書本紀第十四憲宗元和三年）

などの記事から、相当の数が存在したと推察でき、またその存在が漕運の運営にも影響したものと考えられる。

## 他の時代
私的な堰埭についての言及と思われる記述は「舊五代史」「宋史」「南史」などにも散見される。